# Moosbach (Chiemsee)
Der Moosbach ist ein Fließgewässer im bayerischen Landkreis Rosenheim und ein Zufluss des Chiemsee. Vor der Mündung in den Chiemsee vereinigt sich der Moosbach mit dem Bauerlbach. Die Bezeichnung dieses Abschnitts ist nicht eindeutig.